# Eh, Eh (Nothing Else I Can Say)
Eh, Eh (Nothing Else I Can Say) je píseň americké popové zpěvačky-skladatelky Lady Gaga. Píseň pochází z jejího debutního alba The Fame. Produkce se ujal producent Martin Kierszenbaum.

## Videoklip
Videoklip písničky se nese v tónu italské Sicílie. Lady Gaga se v klipu stala mladou „paničkou“, která miluje svého temperamentního manžela, se svými kamarádky se prochází prosluněnými ulicemi a užívá „dolce vita“ a k tomu, co chtěla dosáhnout už není třeba co dodávat ani říkat („nothing else to say“).

## Hudební příčky
| Období (2009)          | Max. příčka |
| ---------------------- | ----------- |
| Austrálie              | 15          |
| Rakousko               | -           |
| Kanada                 | 68          |
| Francie                | 7           |
| Německo                | -           |
| Irsko                  | -           |
| Nový Zéland            | 9           |
| Švýcarsko              | -           |
| Velká Británie         | -           |
| U.S. Billboard Hot 100 | -           |